# Углокрыльница c-белое
Углокрыльница c-белое, или углокрыльница С-белое, или углокрыльница ц-белое (лат. Polygonia c-album) — дневная бабочка из семейства нимфалид.

## Название
Углокрыльница c-белое названа по отличительному признаку — наличию белого пятна на исподе заднего крыла в форме латинской буквы «C».

## Описание

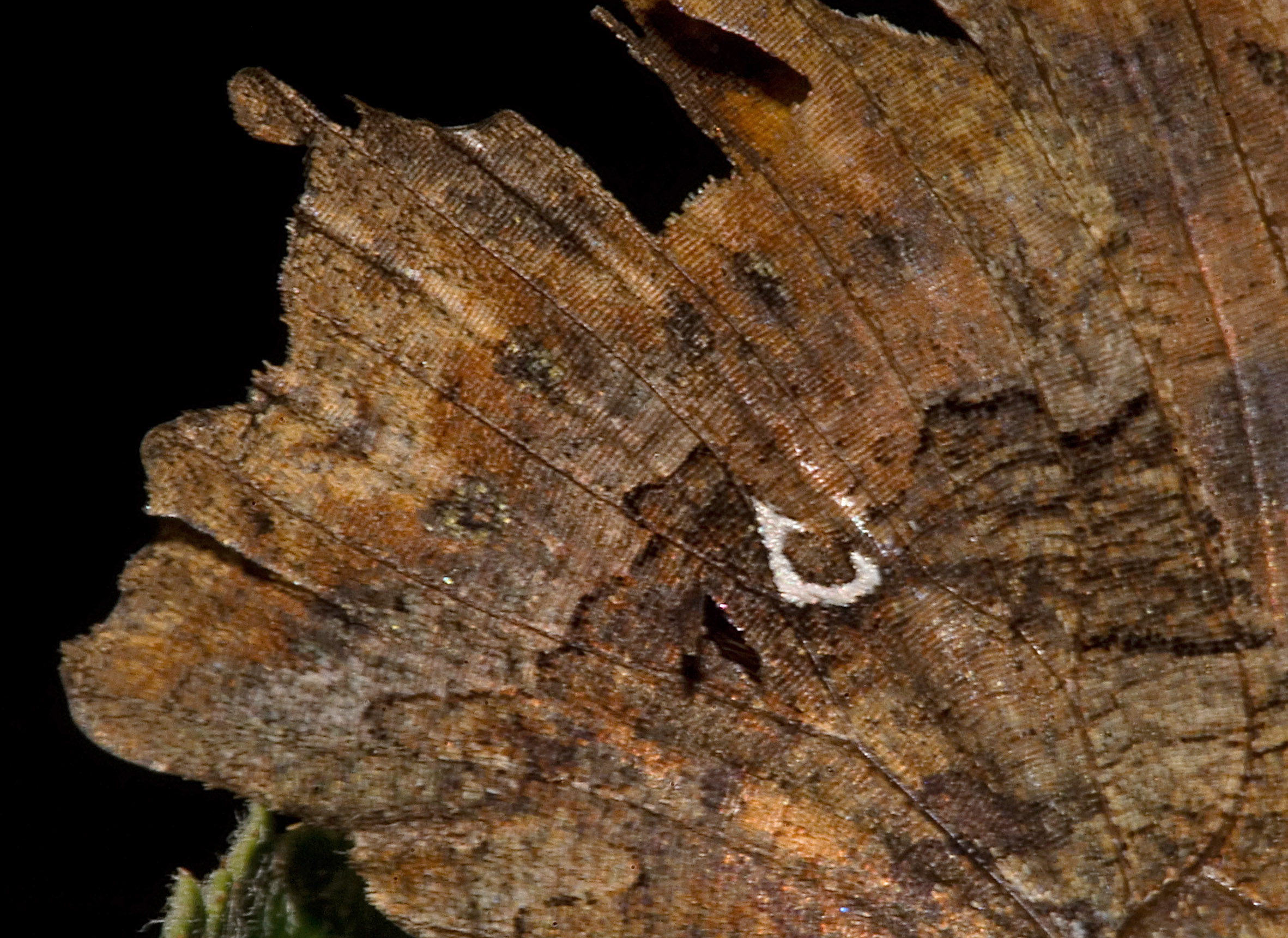
Характерное белое пятно на исподе заднего крыла в виде латинской буквы «c»

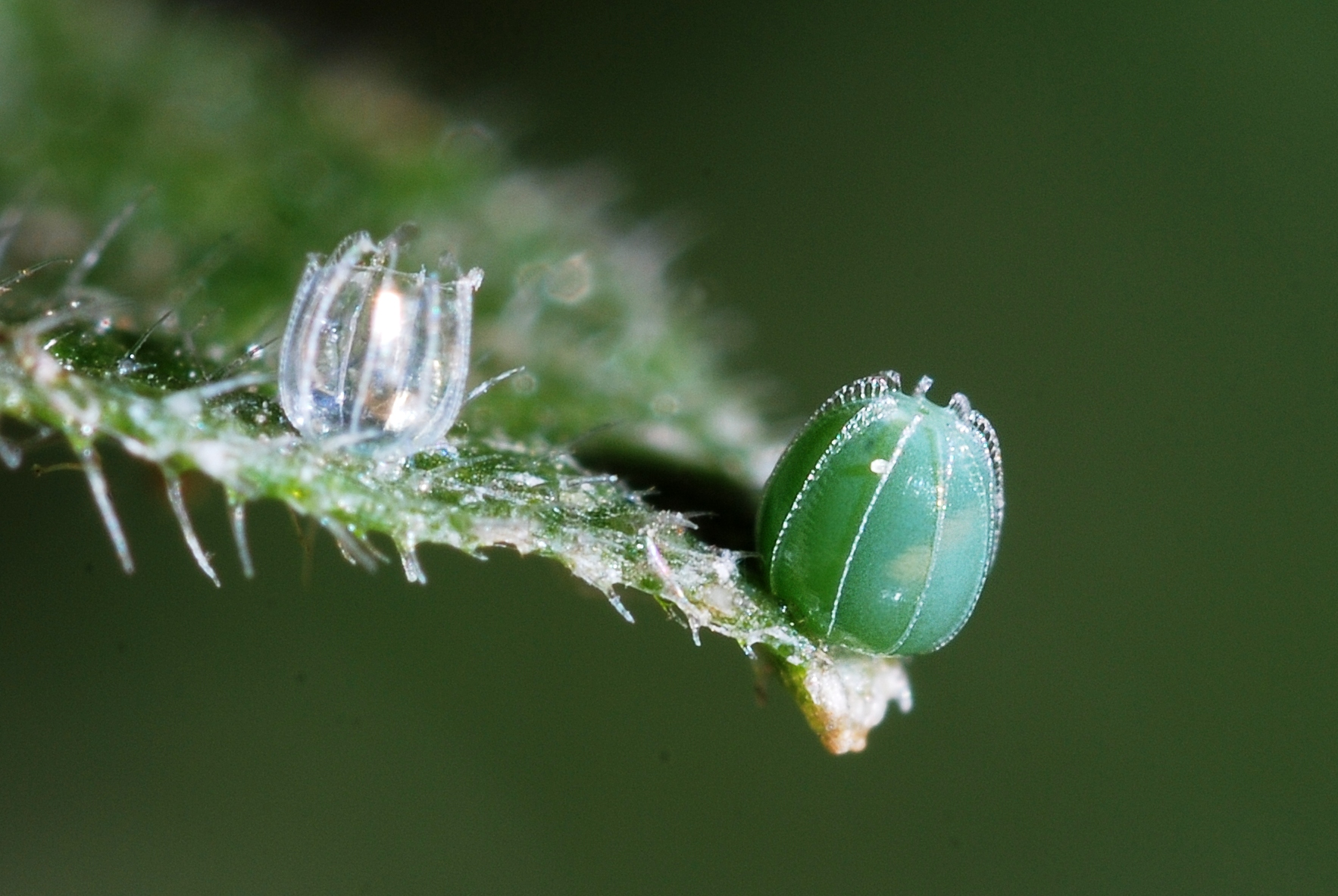
Яйцо

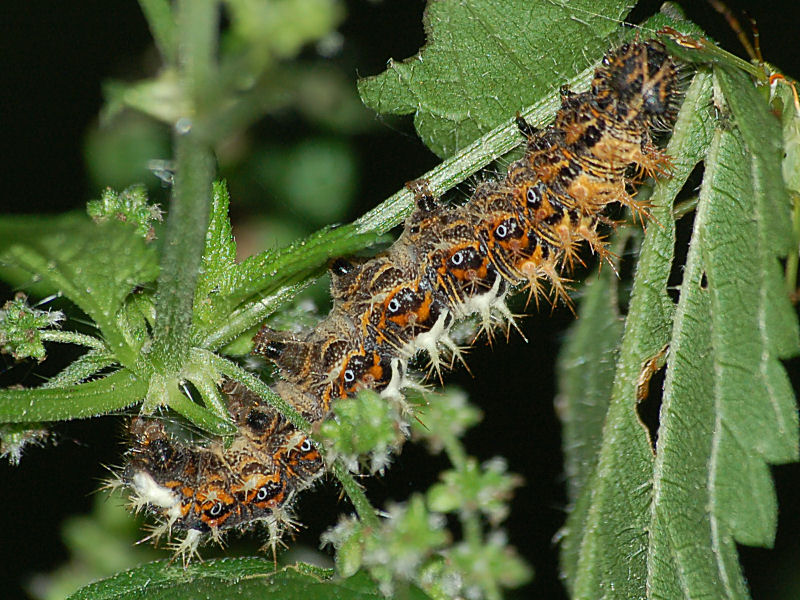
Гусеница

Длина переднего крыла имаго — 16—29 мм. Размах крыльев 40—52 мм. Основной фон крыльев охристо-рыжий. Задний край переднего крыла с характерной полукруглой вырезкой. Половой диморфизм выражен слабо. Бурая маргинальная перевязь на крыльях характеризуется рядом жёлтых лунок. Крылья с нижней стороны с рисунком из бурых оттенков, которые имитируют кору дерева и с четким белым значком на наружной границе центральной ячейки. Центральная ячейка на задних крыльях не замкнута. Внешний край крыльев сильно изрезан, с заметными выступами на жилках M1 и Cu2 на передних крыльях и на жилках M3 и Cu2 — на задних.

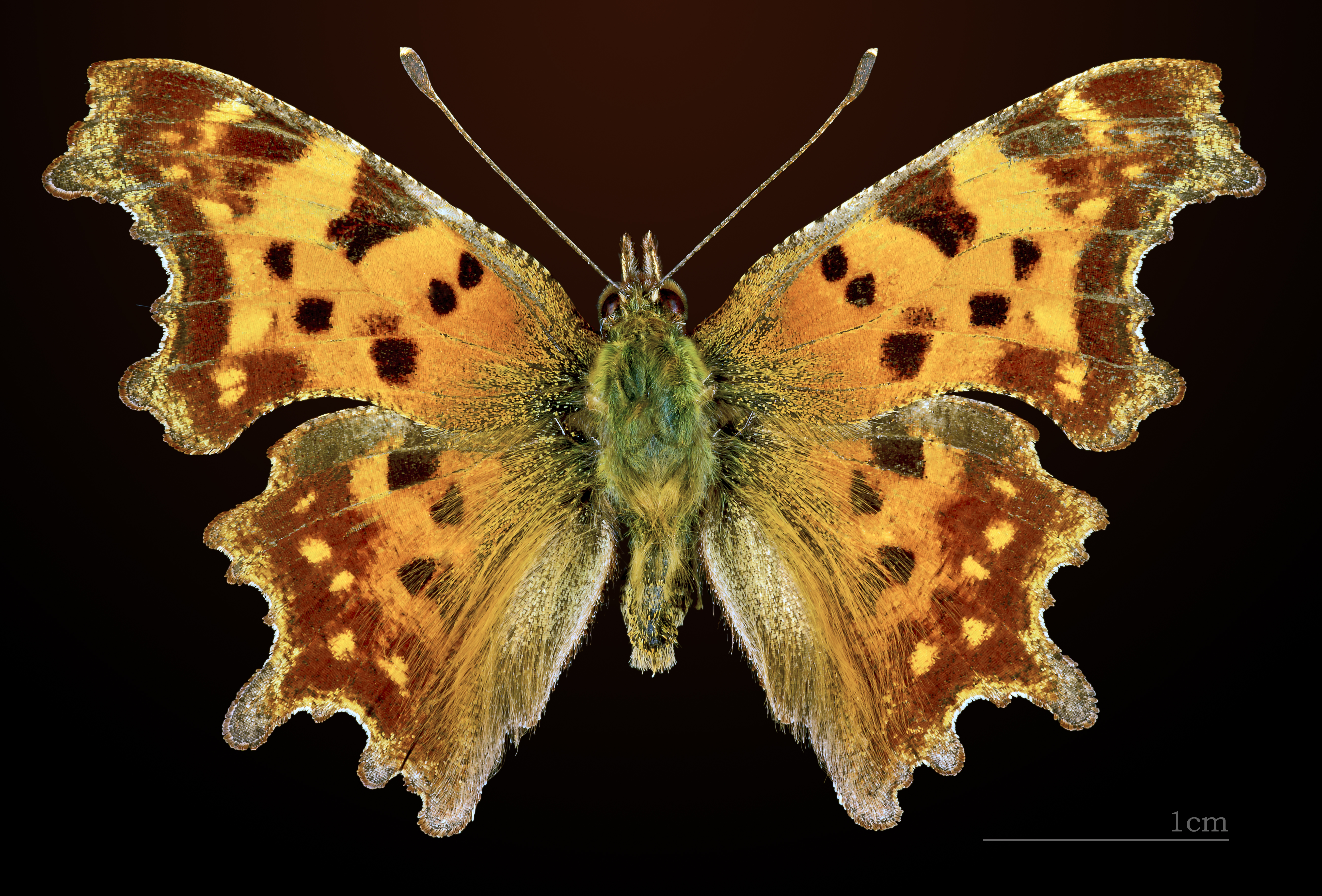
♂
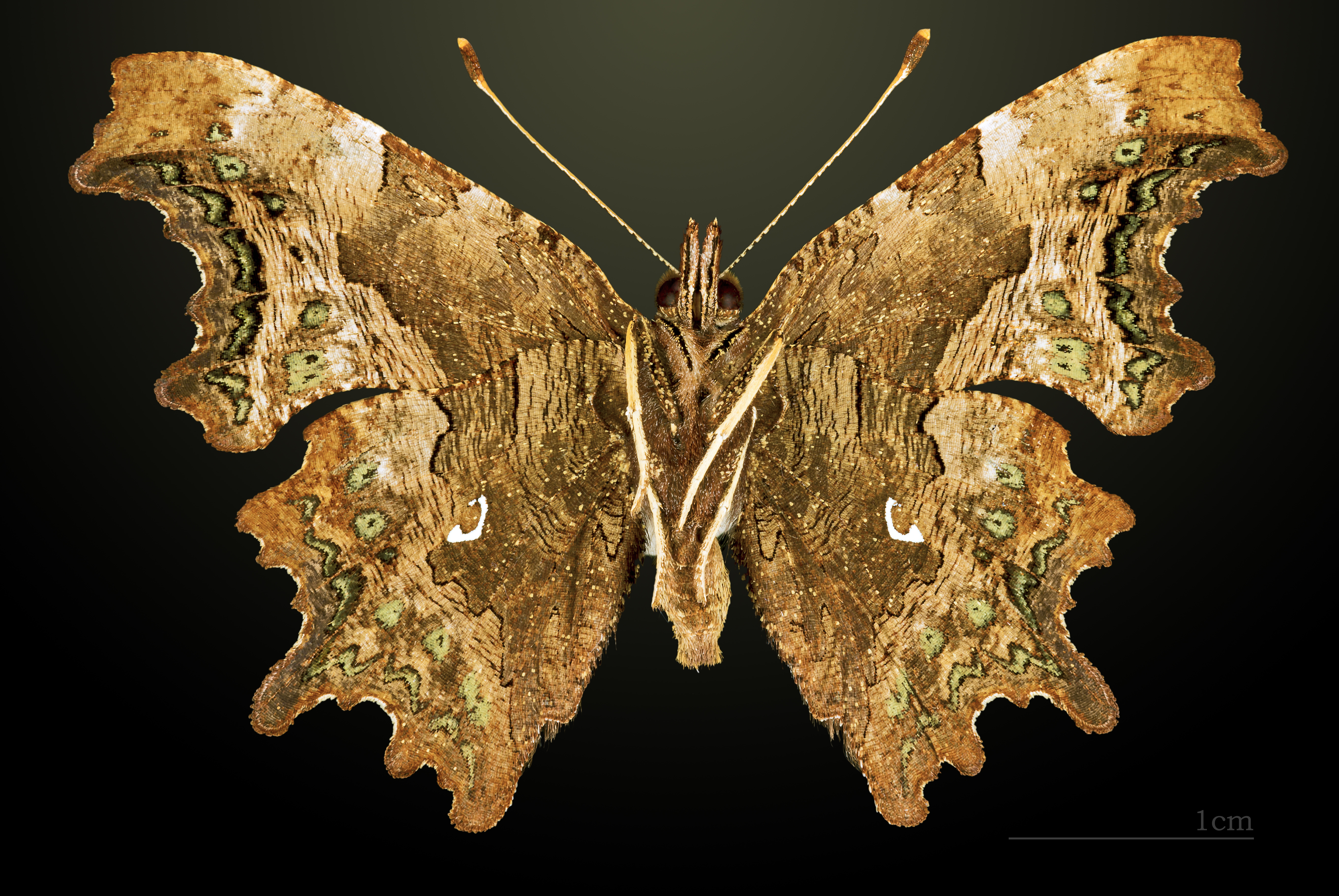
♂ △
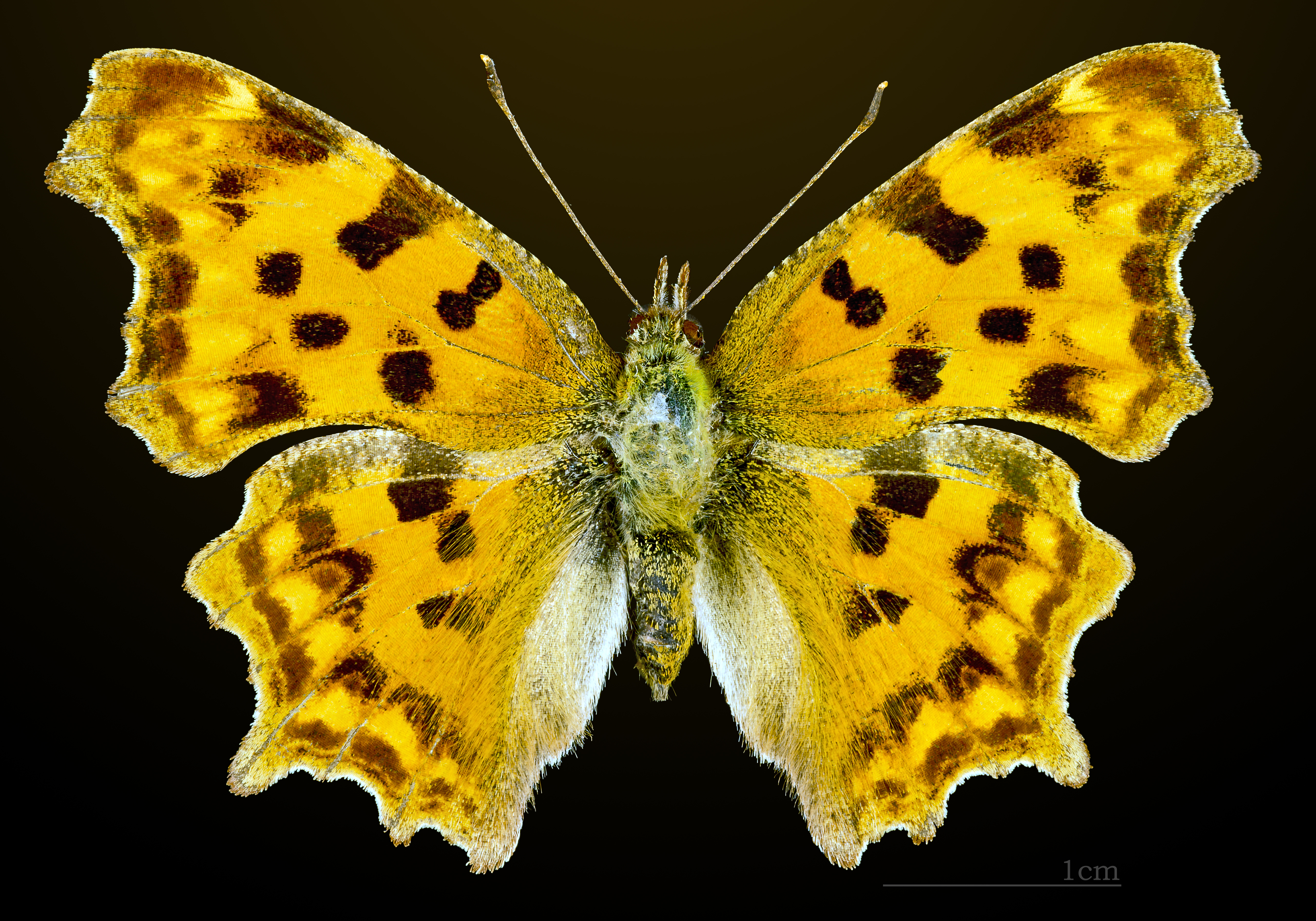
♀
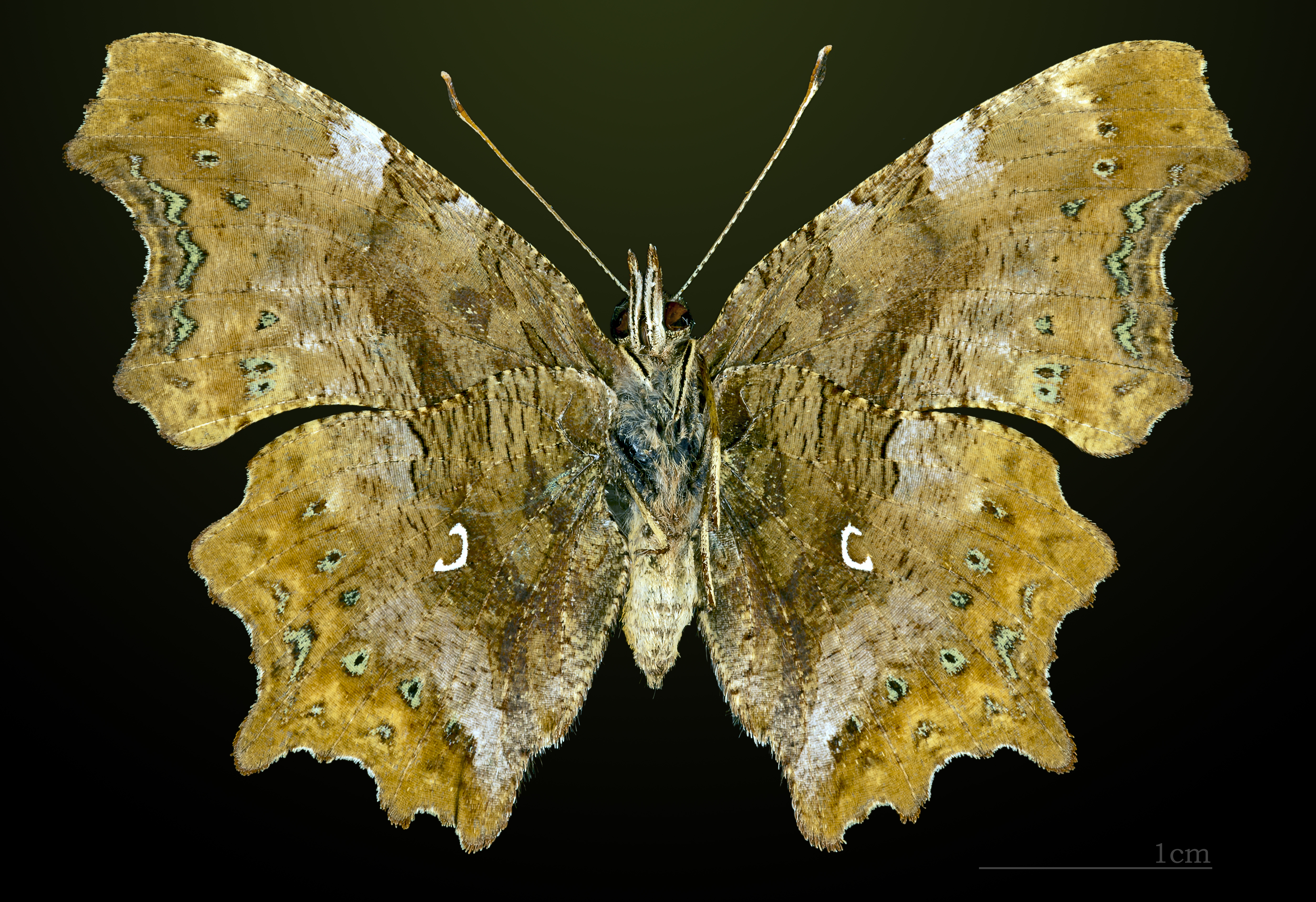
♀ △

## Ареал и местообитание
Внетропическая Евразия до Японии включительно, Северная Африка. Углокрыльница c-белое обитает на территории всей Восточной Европы кроме пояса тундр и пустынь. Встречается в разнообразных естественных биотопах, в лесах, на просеках, на сельхозугодьях, на территории городов и поселков и т. д. Поднимается в горы до 2000 м над уровнем моря. Вид является активным мигрантом.

## Биология
Биология вида интересна наличием двух морф с различным жизненным циклом — типичной (долгоживущей) и летней (короткоживущей). Внешне летняя морфа (f. hutchinsoni Robson) отличается более светлой охристой окраской нижней стороны крыльев и менее изрезанными краями крыльев.
На большей части ареала в течение года развивается в двух поколениях. Бабочки первого поколения выходят из куколок в конце июня. Из них примерно две трети составляют особи типичной морфы и одну треть — особи летней морфы. Бабочки типичной морфы активны до поздней осени и зимуют. В отличие от них, особи летней морфы живут, преимущественно, только до конца июля. Второе поколение представляет собой потомство летней морфы, оно выходит из куколок в начале августа, относится все к типичной морфе и тоже зимует. Перезимовавшие особи летают до начала июня следующего года и откладывают яйца, из которых выходят гусеницы очередного первого поколения.
Бабочки отличаются быстрым полётом. В покое обычно садятся на листьях деревьев или кустарников, часто сложив крылья. Довольно часто, распластав крылья, бабочки могут принимать «солнечные ванны». Имаго питаются нектаром различных видов травянистых и кустарниковых растений, бродящим соком деревьев и перезревшими плодами, охотно садятся на влажную почву по краям луж и водоёмов, а также на экскременты животных. Самцы, охраняя свою территорию, устраивают брачные поединки.

## Жизненный цикл
Перезимовавшие самки откладывают яйца по одному на различные виды кустарников и травянистых растений. Стадия яйца около 5 дней. Гусеницы держатся обычно на нижней стороне листьев, реже могут скреплять его согнутые края шелковиной, делая убежище. Гусеницы окукливаются на кормовых растениях или в укрытии. Куколка свободная и прикрепляется головой вниз. Длительность стадии куколки — 9—15 дней.

### Кормовые растения гусеницы
- Лещина обыкновенная — лат. Corylus avellana
- Крыжовник обыкновенный — лат. Grossularia reclinata
- Хмель обыкновенный — лат. Humulus lupulus
- Льнянка — лат. Linaria sp., в особенности льнянка обыкновенная — лат. Linaria vulgaris,
- Жимолость — лат. Lonicera sp.
- Смородина — лат. Ribes sp., в особенности смородина чёрная — лат. Ribes nigrum и смородина красная — лат. Ribes rubrum
- Малина — лат. Rubus sp., в особенности малина обыкновенная — лат. Rubus idaeus
- Ива — лат. Salix sp., в особенности ива белая — лат. Salix alba и ива козья — лат. Salix carpea
- Вяз — лат. Ulmus sp., в особенности вяз шершавый — лат. Ulmus glabra
- Крапива — лат. Urtica sp., в особенности крапива двудомная — лат. Urtica dioica.

## Подвиды
- Polygonia c-album c-album (Linnaeus, 1758)
- Polygonia c-album agnicula Moore, 1872 Непал
- Polygonia c-album asakurai Nakahara, 1920 Тайвань
- Polygonia c-album extensa (Leech, [1892]) Китай
- Polygonia c-album hamigera (Butler, 1877) Уссурийский край
- Polygonia c-album imperfecta Blachier, 1908 Северная Африка
- Polygonia c-album koreana Bryk, 1946 Корея
- Polygonia c-album kultukensis (Kleinschmidt, 1929) Забайкалье
- Polygonia c-album sachalinensis Matsumura, 1915 Сахалин

## Подобные виды
- Углокрыльница с-золотое — Polygonia c-aureum  (Linnaeus, 1758)
- Углокрыльница южная — Polygonia egea  (Cramer, 1775) . Отличается тем, что на нижней стороне задних крыльев в средней части имеется маленький белый значок, похожий на латинскую букву «L». А в средней части задних крыльев имеется только 2 чёрных пятна.

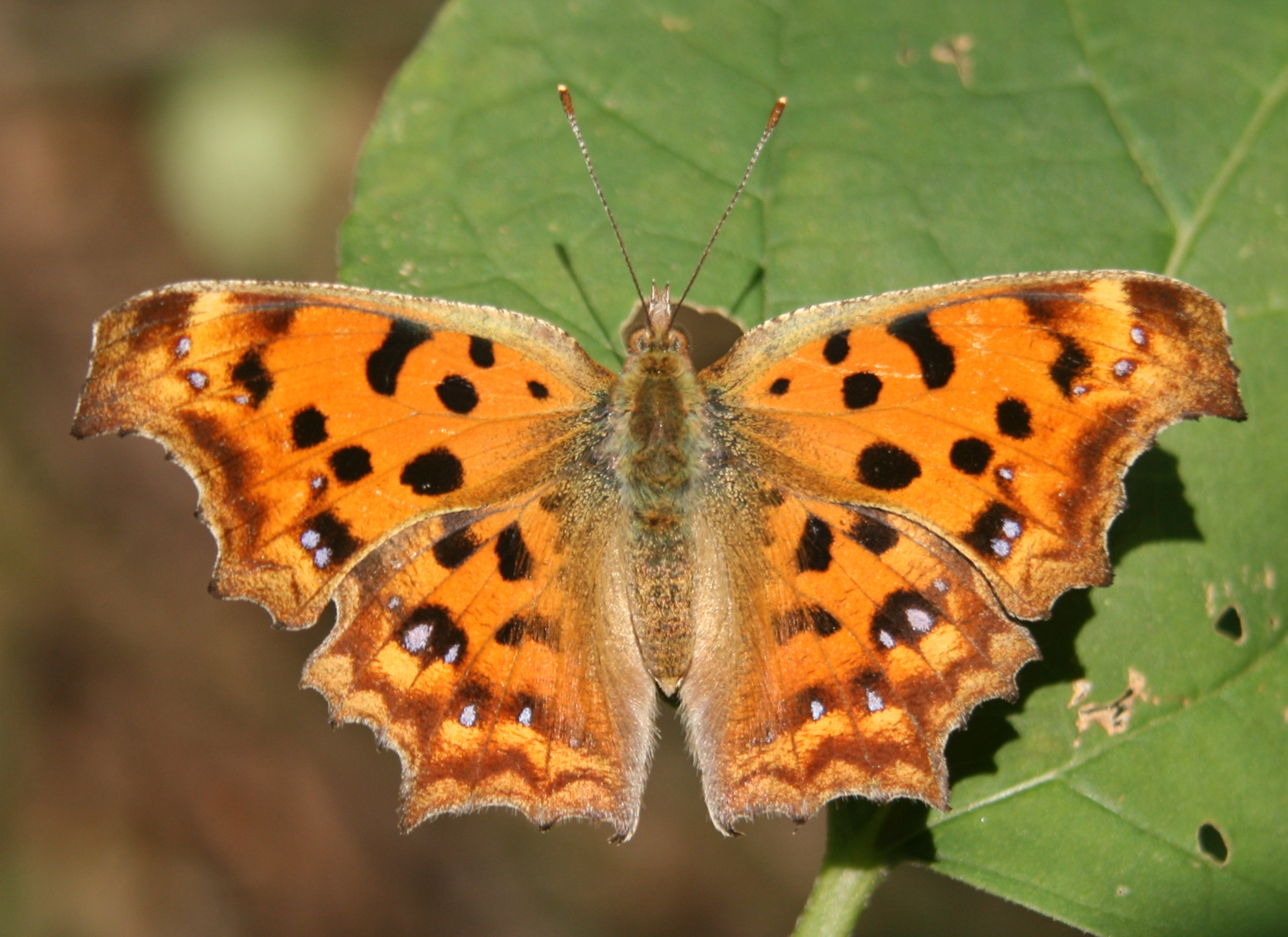
Углокрыльница с-золотое
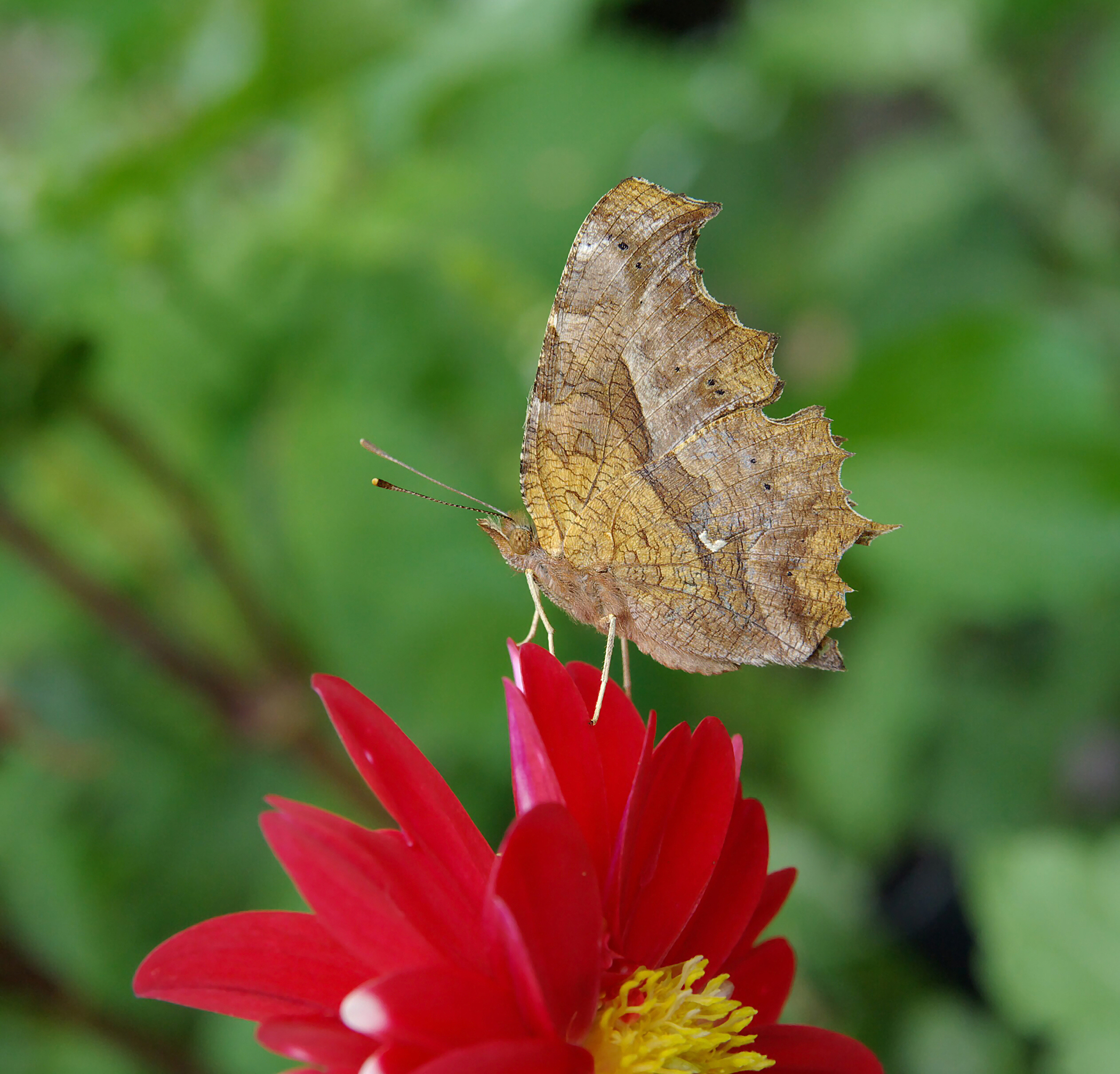
Углокрыльница с-золотое со сложенными крыльями
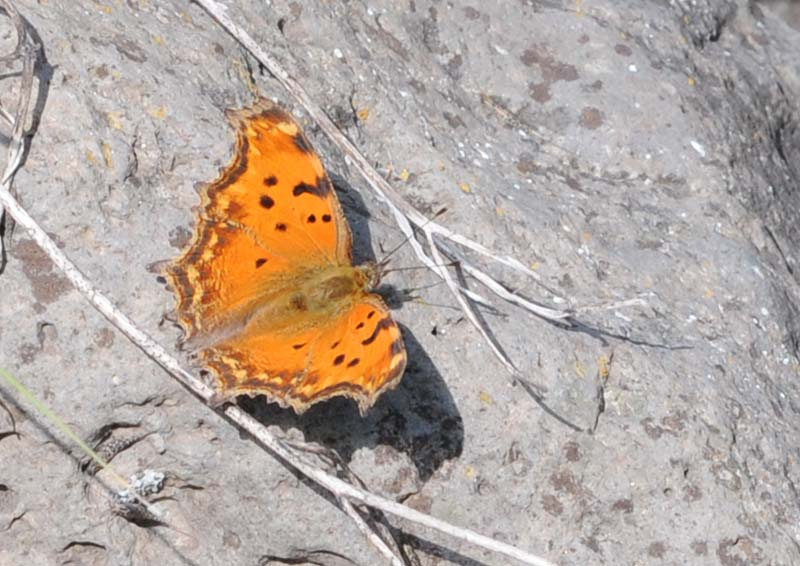
Углокрыльница южная